# Isla de Tierra
Isla de Tierra - wyspa, która wraz z Isla de Mar i Peñón de Alhucemas tworzy archipelag o nazwie Islas Alhucemas, jedną z hiszpańskich posiadłości w Afryce Północnej. Zarówno Isla de Tierra, jak i Isla de Mar są niezamieszkane i nie posiadają żadnych budynków.
Isla de Tierra wznosi się na wysokość około 11 m n.p.m. Jest to około 50 m od marokańskich plaż. Obie wyspy położone są zaledwie kilka metrów od plaży Sfiha i cieszą się wśród wczasowiczów dużą renomą jako trampolina i plac zabaw.
Od czasu kryzysu na Isla del Perejil otoczono tę wyspę drutem kolczastym. Od tego czasu, dzięki gwarantowanemu jej spokojowi, utworzyło się jądro lęgowe mewy śródziemnomorskiej.
We wrześniu 2012 roku na skałę przybyła grupa nielegalnych imigrantów, wykorzystując bliskość marokańskiego wybrzeża, do którego można łatwo dotrzeć pływając. Władze hiszpańskie odebrały nieletnich i matki w ciąży i zabrały je do Melilli, resztę deportowano do Maroka.
Wydalenie, którego władze hiszpańskie dokonały de facto, narusza, zdaniem różnych organizacji społeczeństwa obywatelskiego, takich jak ASPC, hiszpańskiego ustawodawstwa dotyczącego azylu i procedury powrotu przewidzianego w przepisach imigracyjnych, a także konwencji międzynarodowych w sprawie azylu.